# Julie Graziani
Pour les articles homonymes, voir Graziani.
Julie Graziani, née Lavoir le 24 juin 1978, est une militante politique, éditorialiste et chroniqueuse de télévision française.
Présentée comme catholique conservatrice et traditionaliste, elle se fait connaître en militant au sein de La Manif pour tous. Elle est également cofondatrice et porte-parole de L’Avant-Garde, mouvement politique visant au rassemblement des droites conservatrices avec le Rassemblement national.
Elle est par ailleurs chroniqueuse à la télévision, notamment à partir de 2015 dans l’émission 28 minutes sur Arte.
En novembre 2019, ses propos au sujet d’une mère célibataire ayant interpellé Emmanuel Macron sur sa situation, tenus dans l’émission 24 h Pujadas sur LCI, soulèvent une large indignation et entraînent son renvoi du magazine L'Incorrect, avec lequel elle collaborait depuis un an.
Depuis le 1er mars 2023, elle est chroniqueuse dans l'émission hebdomadaire Ne nous fâchons pas sur Paris Première au côté notamment de Raphaël Enthoven.

## Situation personnelle
Julie Lavoir naît le 24 juin 1978, d’une mère catholique lui ayant donné une éducation religieuse, et d’un père « athée et républicain ».
Elle prépare le concours d’entrée aux grandes écoles de commerce, et elle est admise 2e à HEC en 1997, dont elle sort diplômée. Elle fait conjointement des études de lettres, est reçue à l’agrégation de lettres modernes en 2000 et obtient un diplôme d’études approfondies en littérature française.
Après avoir enseigné le français à partir de 2001 dans un lycée de Rueil-Malmaison comme professeur agrégée, elle passe l'examen d'administratrice judiciaire, prête serment en 2010 et occupe depuis des fonctions d’administrateur judiciaire : à ce titre, elle s'occupe d'entreprises en difficulté.
Mariée au réalisateur Stanislas Graziani avec qui elle est en couple depuis 2007, elle a trois enfants.

## Vie publique

### Militantisme
Elle milite contre l’avortement ainsi que dans le collectif d’associations La Manif pour tous. Elle se présente comme une « lanceuse d’alerte » face à la « volonté de la gauche de détruire les repères naturels »,. Au sein d’un collectif associatif baptisé « Ensemble pour le bien commun », lancé dans le sillage de l’élargissement des revendications de La Manif pour tous, elle lance également des pétitions pour les retraits du timbre à l’effigie de la Femen Inna Shevchenko, puis de la publicité Gleeden, un site de rencontres extra-conjugales,.
Elle sort de l’anonymat lorsque « Ensemble pour le bien commun », dont elle est devenue porte-parole, publie sa supplique au pape François, quelques jours avant le voyage présidentiel du président de la République François Hollande au Vatican, dans laquelle elle dénonce la « cathophobie » du gouvernement français et demande au pape de se faire « l'interprète du profond malaise et de l'inquiétude grandissante de nombreux catholiques de France ». En quelques jours, le texte reçoit plus de cent mille signatures sur CitizenGo, ce qui lui vaut d’être invitée par Laurent Ruquier en janvier 2014 dans L’Émission pour tous. En octobre 2014, elle est invitée face à Alain Juppé sur le plateau de l’émission Des paroles et des actes, en tant que membre de la société civile et porte-parole de son collectif : à cette occasion, elle demande notamment de « remettre à plat et de réécrire » la loi Taubira, et obtient l’approbation d’Alain Juppé,.
En 2015, elle devient porte-parole de la « marche pour la vie », qui s’oppose à l’IVG et à l’euthanasie, et émane pour certains du traditionalisme,. Elle est aussi cofondatrice et porte-parole de L’Avant-Garde, mouvement politique visant au rassemblement des droites conservatrices avec le Rassemblement national, parfois classée à l’extrême droite par les médias,.
Elle soutient Jean-Frédéric Poisson à l’occasion de la primaire de la droite et du centre de 2016, puis François Fillon pour l’élection présidentielle.
Elle est présentée comme catholique traditionaliste, et comme une « farouche conservatrice ». En 2015, le quotidien L’Humanité estime par exemple que « sous couvert de modernité », elle « s’aligne sur les positions les plus rigoristes du Vatican ». Dans un entretien accordé au magazine Valeurs actuelles, elle se dit contrariée d’être associée à l’extrême droite, se réclamant davantage d’une droite thatcherienne et libérale,. Dans l’hebdomadaire La Vie, elle déclare par ailleurs appartenir à la fois à la « génération Jean-Paul II » et à la « génération contraception ».

### Chroniqueuse et éditorialiste

#### Activités
Depuis avril 2015, elle officie comme chroniqueuse dans l’émission 28 minutes, sur Arte : au 15 septembre 2019, elle avait ainsi participé à plus d’une vingtaine de numéros. Elle intervient également sur BFM TV et LCI.
De 2018 à 2019, elle est éditorialiste pour L’Incorrect, magazine qui œuvre à la convergence entre Les Républicains et le Rassemblement national, et dont les fondateurs sont issus de L’Avant-garde et proches de Marion Maréchal pour certains,,,,.
Elle est chroniqueuse depuis le lancement le 1er mars 2023 de l'émission de débats Ne Nous Fâchons Pas animée par Anaïs Bouton sur Paris Première, au côté de Raphaël Enthoven et Jonathan Bouchet-Petersen.

#### Polémiques
Au cours de l’émission 28 minutes, sur Arte, en mars 2017, alors qu’elle est invitée à s’exprimer sur l’avortement des fœtus trisomiques, Julie Graziani demande : « ça vous viendrait à l'idée d'avorter d'un bébé parce qu'il est noir ? », puis affirme qu’il s’agit de « racisme chromosomique » quand on lui rétorque que ce n’est « pas du tout la même chose ».
Arrêt sur images relève qu'elle « multiplie les propos climato-sceptiques » lors des feux de forêt de 2019 en Amazonie, doutant que ceux-ci soient le fait de l’activité humaine.
En novembre 2019, dans l’émission 24 h Pujadas sur LCI, elle déclare, au sujet d’une mère célibataire avec deux enfants ayant interpellé Emmanuel Macron sur son niveau de vie : « C'est sûr qu'elle ne s'en sort pas à ce niveau-là. Mais […] Je ne connais pas son parcours de vie […] Qu'est-ce qu'elle a fait pour se retrouver au SMIC ? Est ce qu'elle a bien travaillé à l'école ? Est-ce qu'elle a suivi des études ? Puis si on est au SMIC, il ne faut peut-être pas divorcer non plus dans ces cas-là […] Quand on se rajoute des difficultés sur des difficultés et des boulets sur des boulets, on se retrouve dans des problèmes […] Je ne dis pas que c'est forcément elle qui a divorcé. Peut-être que son mari l'a quittée […] On assure ses arrières aussi […] Il faut prendre sa vie en main. Il faut arrêter de se plaindre et il faut arrêter d'empiler les difficultés. »
Ses propos soulèvent une large indignation et de nombreuses réactions dans les médias et les réseaux sociaux, dont celle de la secrétaire d’État Marlène Schiappa,. Google mentionne Julie Graziani parmi les « tendances » de l’année 2019 sur son moteur de recherche. Selon Vanity Fair, elle est « certainement » l’autrice de « la phrase la plus commentée sur les réseaux sociaux » en 2019. La vidéo est vue plus de 20 millions de fois.
Interpellée sur Twitter, Julie Graziani défend ses propos en affirmant : « Chacun est responsable de ses parcours de vie. Tu as fait le mauvais choix de boulot, tu as fait le mauvais choix de mec, tu assumes. Ce n'est pas à l'État d'arranger tes problèmes. » Dans L’Incorrect, elle explique par la suite : « Je souhaitais appeler avant tout à la responsabilité personnelle au nom de la dignité de chacun. Car même dans des situations difficiles, nous restons responsables des actes que nous choisissons […] ». L’État ne doit avoir selon elle qu’un « rôle subsidiaire de filet de sécurité ». Pour L’Internaute, ses explications « traduisent bien son engagement auprès d'une droite dure et ultra-conservatrice, teinté de libertarisme très XIXe siècle ». Selon Clément Viktorovitch, qui invoque l’allégorie de la fenêtre d’Overton, ces propos « ne sont pas un dérapage » mais intègreraient « une stratégie coordonnée de conquête du pouvoir » lancée par Marion Maréchal.
À la suite de cette polémique, Jacques de Guillebon, directeur de la rédaction de L’Incorrect, annonce qu’elle ne représente plus le magazine dans les médias. Dans la foulée, Julie Graziani indique qu’elle « cesse [sa] collaboration » avec L’Incorrect. La presse présente son départ comme un renvoi,,.

#### Publication d'un essai
Un an après avoir fait l'objet de la polémique, Julie Graziani publie un essai intitulé Tout le monde peut s'en sortir aux éditions de l'Observatoire, dans lequel elle évoque son travail de consultante pour des entreprises en difficulté. L'Express analyse cet essai comme un « surprenant manifeste libéral »,,.

## Publication
- Tout le monde peut s’en sortir, Éditions de l'Observatoire, 2020.